# Xã Blackpipe, Quận Mellette, South Dakota
Xã Blackpipe (tiếng Anh: Blackpipe Township) là một xã thuộc quận Mellette, tiểu bang Nam Dakota, Hoa Kỳ. Năm 2010, dân số của xã này là 60 người.